# FK Borac Banja Luka
Borac Banja Luka (serbokroatisch-kyrillisch Борац Бања Лука) ist ein Fußballverein in Banja Luka in Bosnien und Herzegowina, der in der Premijer Liga, der höchsten Spielklasse des Landes, spielt. Der Klub trägt seine Heimspiele im aktuell 9.730
Zuschauer fassenden Banja-Luka-Stadion aus. Der Vereinsname Borac bedeutet auf Deutsch übersetzt „Der Kämpfer“.

## Geschichte

Altes Logo FK Borac Banja Luka

Borac Banja Luka wurde 1926 als Radnički sportski klub Borac („Arbeitersportklub Borac“) gegründet und gehört damit zu den ältesten Fußballvereinen des ehemaligen Jugoslawiens. Die Vereinsfarben sind rot-blau-weiß.
Der Verein war in Jugoslawien sehr erfolgreich. In der Saison 1961/62 sowie von 1970 bis 1974, von 1975 bis 1980 und von 1989 bis 1992 spielte man in der ersten Liga des Landes. Seine beste Platzierung erreichte der Verein in der Saison 1990/91 mit einem 4. Platz.
Im Jahr 1974 qualifizierte sich Borac als Finalist des jugoslawischen Pokals für den Europapokal der Pokalsieger 1975/76, da der mit 1:0 siegreiche Endspielgegner Hajduk Split als Meister am Europapokal der Landesmeister teilnahm. Im Europapokal erreichte die Mannschaft gegen US Rümelingen die 2. Runde, in der sie gegen den RSC Anderlecht ausschied.
In der Saison 1987/88 gewann Borac als einziger Zweitligist der Geschichte den jugoslawischen Pokal. Im Endspiel wurde Rekordmeister Roter Stern Belgrad mit 1:0 besiegt.
Spieldaten zum Pokalfinale:
| FK Borac Banja Luka – Roter Stern Belgrad | |
| Ergebnis                                  | 1:0 (0:0) |
| Austragungsort                            | JNA-Stadion Belgrad, 11. Mai 1988, 25.000 Zuschauer |
| Schiedsrichter                            | Blažo Zuber (Bačka Topola) |
| Tore                                      | 60′ 1:0 Senad Lupić |
|                                           | |
| FK Borac Banja Luka                       | Slobodan Karalić, Stojan Malbašić, Mario Mataja, Milorad Bilbija, Zvonko Lipovac, Damir Špica, Božur Matejić, Nenad Popović, Suad Beširević, Amir Durgutović (74. Mile Šijaković), Senad Lupić (88. Vlado Lemić)        |
| Trainer                                   | Husnija Fazlić |
|                                           | |
| Roter Stern Belgrad                       | Stevan Stojanović, Slobodan Marović, Goran Jurić, Slavko Radovanović, Miodrag Krivokapić, Goran Milojević, Robert Prosinečki, Žarko Đurović (71. Dejan Joksimović), Borislav Cvetković, Dragan Stojković, Dragiša Binić |
| Trainer                                   | Velibor Vasović |

Im Europapokal der Pokalsieger scheiterte man in der Folgesaison in der 1. Runde an Metalist Charkiw.
Im Jahr 1992 gewann Borac Banja Luka die letzte Auflage des traditionsreichen Mitropapokals.
Nach dem Zerfall Jugoslawiens spielte der Verein in der Prva Liga RS, der höchsten Liga der Republika Srpska innerhalb Bosnien-Herzegowinas. Dort gewann man 2001 den Meistertitel. Seit 2002 ist die Liga zweitklassig unterhalb der Premijer Liga von Bosnien-Herzegowina. Borac Banja Luka gelang 2006 und – nach dem direkt darauf folgenden Abstieg – 2008 erneut der Aufstieg in die Premijer Liga. Hier sicherte man sich in der Saison 2009/10 mit dem 3. Platz in der Meisterschaft und dem Pokalgewinn die Teilnahme an der UEFA Europa League. In der darauffolgenden Saison 2010/11 gelang der Mannschaft mit dem Gewinn der Meisterschaft der bislang größte Erfolg der Klubgeschichte. Gleichzeitig schaffte man damit erstmals den Einzug in die UEFA Champions League. Auch in der Saison 2013/14 spielte Borac anfangs eine gute Rolle, so war man vom 8. bis zum 17. Spieltag Tabellenführer. Nach der Winterpause und dem damit verbundenen Weggang des besten Stürmers Jovica Stokić zu Jeju United erfolgte ein Absturz bis auf Platz 6.

## Ehemalige Trainer
- Josip Kuže (1988–1989)
- Zoran Milinković (2017)

## Ehemalige Spieler
- Željko Buvač (1986–1991)

## Erfolge
- Bosnisch-herzegowinischer Meister (3): 2010/11, 2020/21, 2023/24
- Bosnisch-herzegowinischer Pokalsieger (2): 2009/10, 2023/24
- Jugoslawischer Pokalsieger: 1987/88
- Jugoslawischer Pokalfinalist: 1974
- Mitropapokalsieger: 1992